# Marque d'identification des aéronefs
En raison de sa taille l'article Marques d'identification des aéronefs est subdivisé en quatre pages :
- Marque d'identification des aéronefs (A-C)
- Marque d'identification des aéronefs (D-J)
- Marque d'identification des aéronefs (K-P)
- Marque d'identification des aéronefs (Q-Z)

L'ensemble de ces quatre pages donne les marques d'identification des aéronefs.
Cet article présente les marques d'identification des appareils militaires du monde, aussi appelés cocardes.
Apparues durant la Première Guerre mondiale, les appareils étaient identifiés par divers symboles fantaisistes.
Ce n'est que par la suite qu'une normalisation s'opéra. La signalisation se trouve sur les côtés du fuselage, sur l'extrados et l'intrados des ailes, elle est généralement en cocarde mais peut être de forme triangulaire, en croix, en étoile ou dans d'autres formes, on en retrouve parfois sur la dérive ou le pennon de queue (souvent de forme rectangulaire).